# MLS SuperDraft 2008
De MLS Superdraft van 2008 werd gehouden in Baltimore (Maryland) op 18 januari 2008. Het was de achtste jaarlijkse MLS SuperDraft. De eerste keuze was voor Kansas City Wizards.
De SuperDraft werd gevolgd door de MLS Supplemental Draft van 2008.

## Geruild
- Los Angeles verkocht Chris Albright aan New England voor salaris-geld.
- Real Salt Lake verkocht Alecko Eskandarian aan Chivas USA voor salaris-geld.
- Dallas ruilde de 22e en 31e keuze in met Columbus voor een keuze in de 2e ronde en een keuze in de 3e ronde in de MLS SuperDraft 2010.
- Los Angeles ruilde de 28e keuze met Toronto FC voor salaris-geld.

## Ronde 1
| Keuze | Speler         | Positie | MLS-team               | Vorig team           |
| ----- | -------------- | ------- | ---------------------- | -------------------- |
| 1     | Chance Myers   | V/M     | Kansas City Wizards    | UCLA                 |
| 2     | Brek Shea      | M       | FC Dallas              | Generation adidas    |
| 3     | Tony Beltran   | M       | Real Salt Lake         | UCLA                 |
| 4     | Sean Franklin  | M       | Los Angeles Galaxy     | Cal State Northridge |
| 5     | Ciaran O'Brien | M       | Colorado Rapids        | UC Santa Barbara     |
| 6     | Andy Iro       | V       | Columbus Crew          | UC Santa Barbara     |
| 7     | Patrick Nyarko | A       | Chicago Fire           | Virginia Tech        |
| 8     | Josh Lambo     | D       | FC Dallas              | Generation adidas    |
| 9     | Julius James   | V       | Toronto FC             | Connecticut          |
| 10    | Pat Phelan     | V       | Toronto FC             | Wake Forest          |
| 11    | Roger Espinoza | M       | Kansas City Wizards    | Ohio State           |
| 12    | Dominic Cervi  | D       | Chicago Fire           | Tulsa                |
| 13    | Rob Valentino  | V       | New England Revolution | San Francisco        |
| 14    | David Horst    | V       | Real Salt Lake         | Old Dominion         |

## Ronde 2
| Keuze | Speler               | Positie | MLS-team               | Vorig team        |
| ----- | -------------------- | ------- | ---------------------- | ----------------- |
| 15    | Shea Salinas         | M       | San Jose Earthquakes   | Furman            |
| 16    | Eric Brunner         | V       | Red Bull New York      | Ohio State        |
| 17    | Alex Nimo            | A       | Real Salt Lake         | Generation adidas |
| 18    | Michael Videira      | M       | New England Revolution | Duke              |
| 19    | Eric Avila           | M       | FC Dallas              | UC Santa Barbara  |
| 20    | George Josten        | M       | Columbus Crew          | Gonzaga           |
| 21    | Ely Allen            | A       | Los Angeles Galaxy     | Washington        |
| 22    | Ricardo Pierre-Louis | A       | Columbus Crew          | Lee University    |
| 23    | Yomby William        | V       | Kansas City Wizards    | Old Dominion      |
| 24    | Andrew Jacobson      | M       | D.C. United            | California        |
| 25    | Jon Leathers         | V       | Kansas City Wizards    | Furman            |
| 26    | Peter Lowry          | M       | Chicago Fire           | Santa Clara       |
| 27    | Joe Germanese        | M       | New England Revolution | Duke              |
| 28    | Brian Edwards        | D       | Toronto FC             | Wake Forest       |

## Ronde 3
| Keuze | Speler           | Positie | MLS-team               | Vorig team       |
| ----- | ---------------- | ------- | ---------------------- | ---------------- |
| 29    | Julian Valentin  | V       | Los Angeles Galaxy     | Wake Forest      |
| 30    | Mike Zaher       | V       | Toronto FC             | UCLA             |
| 31    | Ryan Miller      | V       | Columbus Crew          | Notre Dame       |
| 32    | Luke Sassano     | V       | Red Bull New York      | California       |
| 33    | Ryan Cordeiro    | M       | D.C. United            | Connecticut      |
| 34    | Matt Allen       | D       | Los Angeles Galaxy     | Creighton        |
| 35    | Joseph Lapira    | A       | Toronto FC             | Notre Dame       |
| 36    | Adrian Chevannes | V       | Colorado Rapids        | SMU              |
| 37    | Brennan Tennelle | M       | Real Salt Lake         | UC Santa Barbara |
| 38    | Dwight Barnett   | A       | Chicago Fire           | Lynn University  |
| 39    | Matt Marquess    | V       | Kansas City Wizards    | Santa Clara      |
| 40    | Stephen King     | M       | Chicago Fire           | Maryland         |
| 41    | Matt Britner     | V       | New England Revolution | Brown            |
| 42    | Geoff Cameron    | M       | Houston Dynamo         | Rhode Island     |

## Ronde 4
| Keuze | Speler            | Positie | MLS-team               | Vorig team     |
| ----- | ----------------- | ------- | ---------------------- | -------------- |
| 43    | Keith Savage      | M/A     | Chivas USA             | West Florida   |
| 44    | David Roth        | M       | Red Bull New York      | Northwestern   |
| 45    | Jamil Roberts     | V       | FC Dallas              | Santa Clara    |
| 46    | Brandon McDonald  | A       | Los Angeles Galaxy     | San Francisco  |
| 47    | Brian Grazier     | M       | Colorado Rapids        | Saint Louis    |
| 48    | Steve Lenhart     | M       | Columbus Crew          | Azusa Pacific  |
| 49    | Scott Campbell    | M       | Colorado Rapids        | North Carolina |
| 50    | Ben Nason         | M       | FC Dallas              | Virginia Tech  |
| 51    | Matt Hatzke       | V       | Los Angeles Galaxy     | Santa Clara    |
| 52    | Tony Schmitz      | M       | D.C. United            | Creighton      |
| 53    | Rauwshan McKenzie | V       | Kansas City Wizards    | Michigan State |
| 54    | Austin Washington | V       | Chicago Fire           | Gonzaga        |
| 55    | Spencer Wadsworth | A       | New England Revolution | Duke           |
| 56    | Jeremy Barlow     | M       | Houston Dynamo         | Virginia       |